# Czigány Dezső

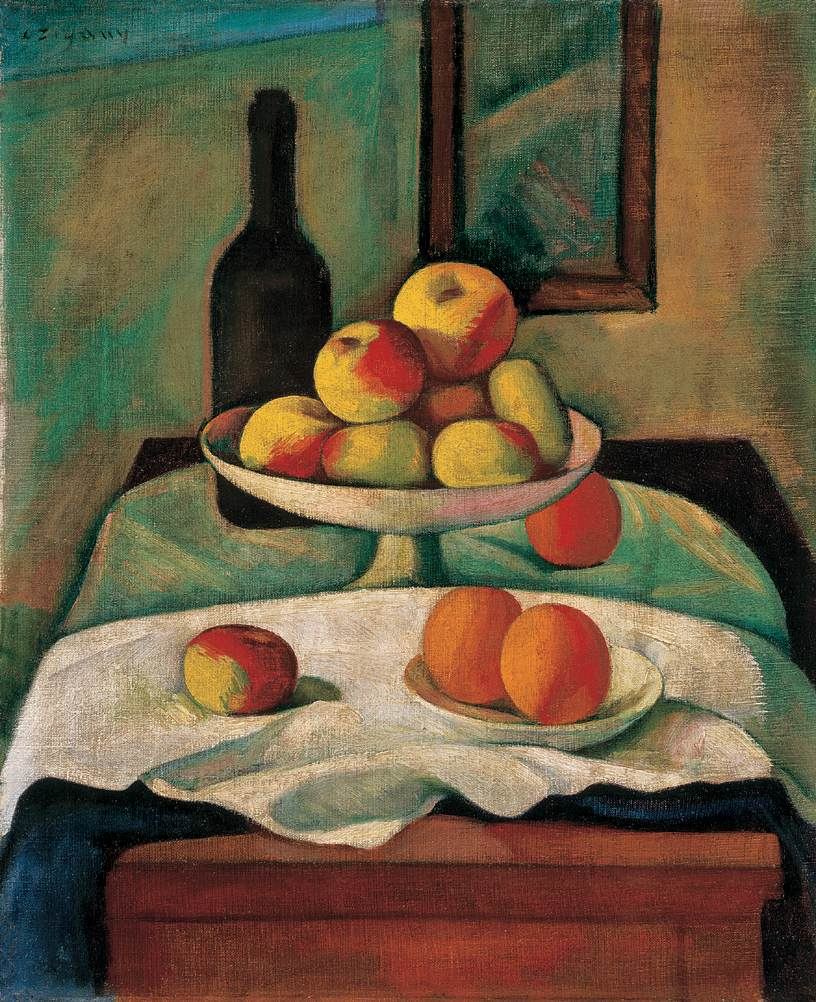
Csendélet almákkal és narancsokkal (c. 1910 vagy c. 1930)

Czigány Dezső, született Wimmer Dezső (Budapest, 1883. június 1. – Budapest, 1937. december 31.) magyar festő. A 20. század elején a modern stílusirányokkal megismerkedve kialakította egyéni stílusát, mélyre hangolt színű arcképeket, aktokat, csendéleteket festett kötött, a formát hangsúlyozó előadásban.

## Életpályája
Wimmer Ignác bádogosmester és Pfeiffer Hani gyermekeként született. Budapesten, majd Münchenben és a nagybányai művésztelepen tanult Hollósy Simonnál. 1905-ben Párizsban a Julian Akadémiára járt Jean-Paul Laurens francia történeti festőhöz. 
1906-ban állított ki először a Salon des Indépendants kiállításain. Az akadémikus és történeti festészet nem hatott rá, sokkal inkább Paul Cezanne, Paul Gauguin, Henri Matisse és Félix Vallotton művészete. Az évtized második felében a magyar Vadak stílusában festett portréival hívta fel magára a figyelmet. Heves ellenérzést váltott ki a korabeli kritika részéről zöld hajjal festett önarcképe, amely a Nyolcak első, Új képek címet viselő tárlatán szerepelt 1909-ben. Az évtizedfordulótól festészete mindinkább Paul Cézanne hatása alá került.
A nagybányaiakkal és a Nyolcakkal 1911-ben is kiállított. A kecskeméti művésztelep létrejöttekor Nagybánya helyett Kecskemétet részesítette előnyben, Czigány modern festő volt. Jó barátságban volt Ady Endre költővel, többször is lefestette. Híres önarcképeinek sorozata is, amelyeken magát mint bíborost, munkást vagy szerzetest stb. ábrázolta. Az első világháború után Franciaországban élt, hazajőve gyűjteményes kiállítást rendezett dél-franciaországi tájképeiből 1927-ben Székely Aladár fotóművész budapesti műtermében, a Váci utcában.

## Halála
1937-ben önkezével vetett véget életének. Mielőtt öngyilkos lett, kiirtotta a családját, leányát, unokáját, harmadik feleségét, Szilasi Borbálát, Szilasi Vilmos húgát.

## Emlékezete
1944-ben hagyatéki kiállításon mutatták be gyűjteményes anyagát; számos képe magángyűjteményekbe került, de ma már műveiből egyre többet a Magyar Nemzeti Galéria és jeles vidéki múzeumok, a pécsi Janus Pannonius Múzeum, a székesfehérvári Deák Gyűjtemény, a kaposvári Rippl-Rónai Múzeum őriznek. Művei lassanként magángyűjteményekből bekerülnek a múzeumokba, pld. Nemes Marcell híres műgyűjtő odaajándékozta anyagát a Kecskeméti Képtárnak, abban Czigány Dezső képek is voltak, ma is láthatók a Cifrapalotában.

## Műveiből
- Leányarckép (Merengő) (1903) (olaj, vászon, 76x60 cm) (magántulajdonban)
- Tájkép (1906-08) (olaj, vászon kartonon, 49x58,5 cm) (magántulajdonban)
- Műtermi csendélet (1910 körül) (olaj, vászon, 96x71 cm) (JPM)
- Gyermektemetés (1910) (olaj, karton, 60,5x77 cm) (MNG)
- Önarckép (1912) (olaj, vászon, 58x40 cm) (Rippl-Rónai Múzeum, Kaposvár)
- Provence-i táj (1926-27)

## Galéria

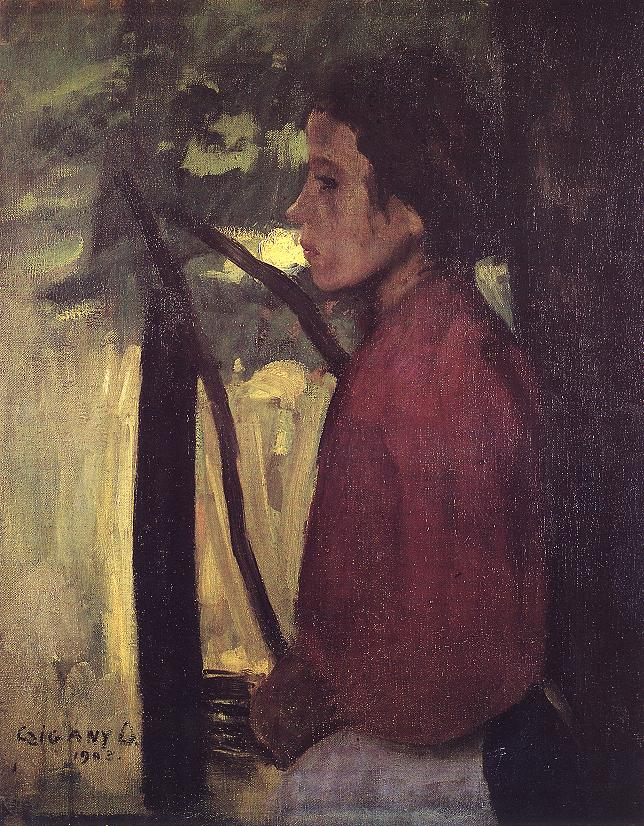
Leányarckép (Merengő) 1903
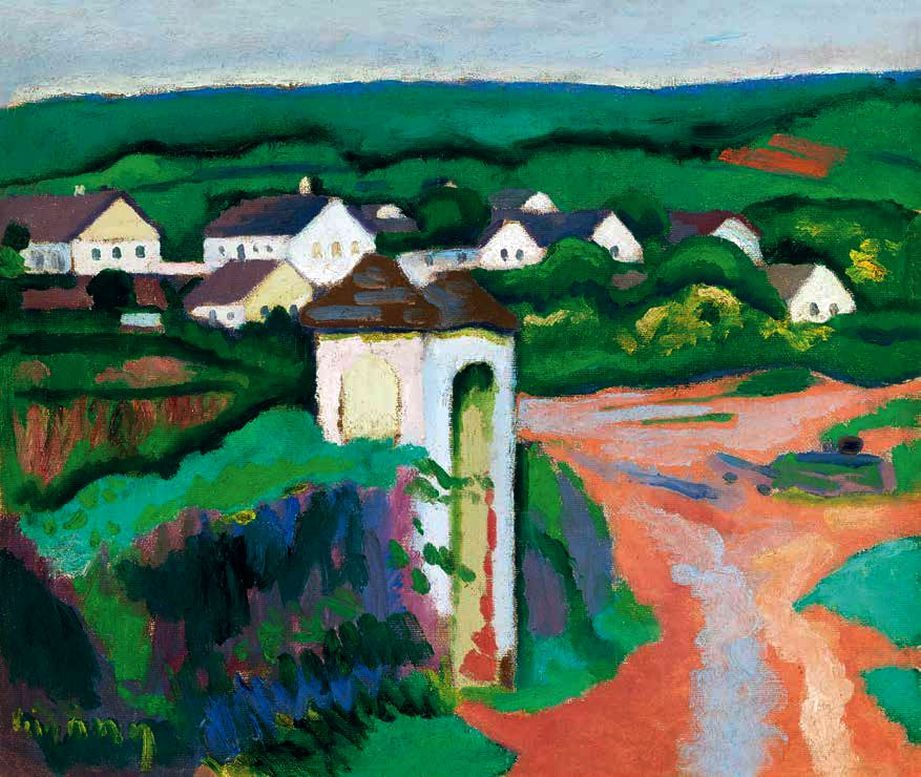
Tájkép (1906-08)
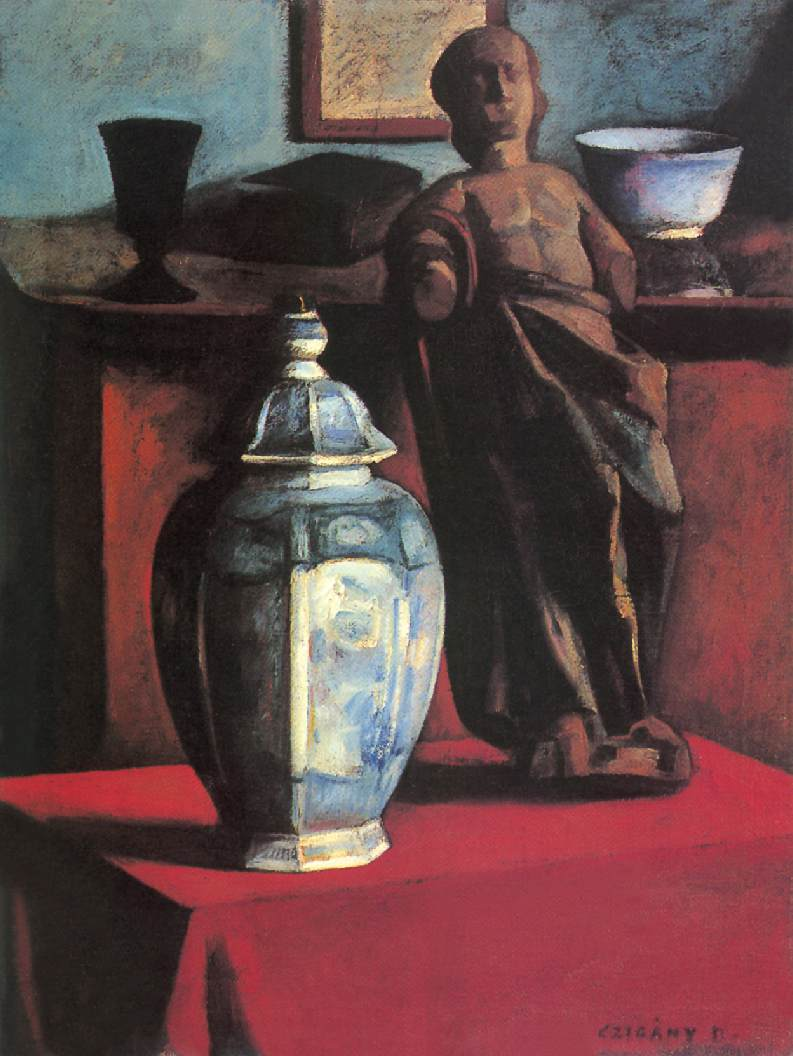
Műtermi csendélet (1910)
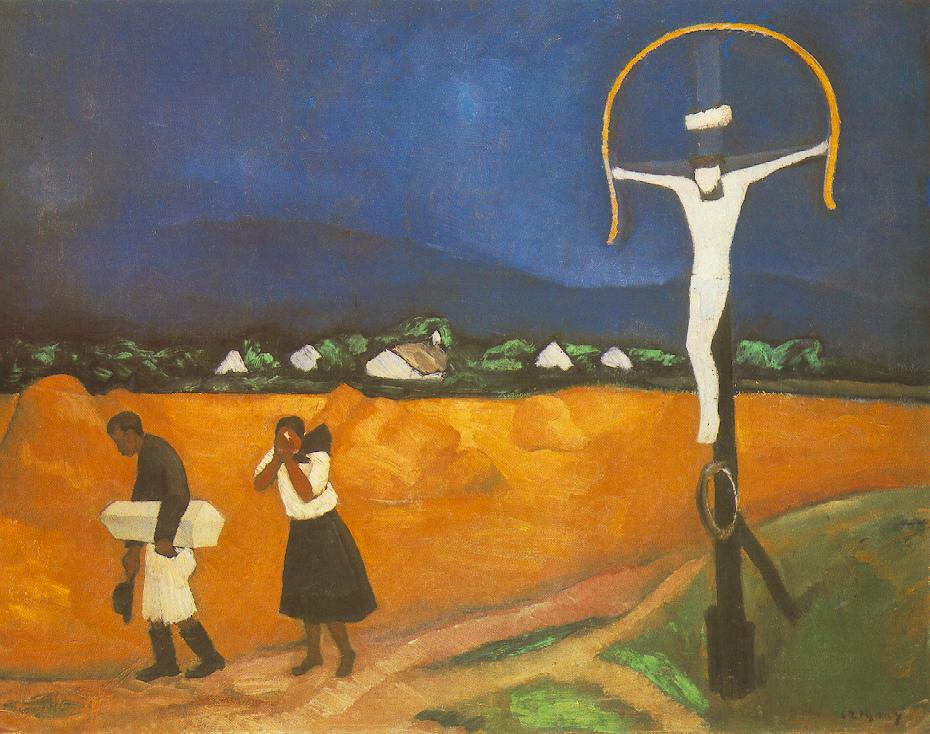
Gyermektemetés (1910)